# Beatles Bootlegs
Beatles Bootleg é uma série de álbuns não oficiais do grupo de rock inglês The Beatles. Os álbuns chamados de bootlegs são também conhecidos erradamente como álbuns piratas. Contém gravações inéditas, músicas conhecidas em versões diferentes, apresentações ao vivo, entrevistas, ensaios ou gravações caseiras. Todos os grandes grupos de rock tem uma vasta discografia de bootlegs. Os Beatles foram um dos grupos de rock com mais bootlegs da história da música.
Os bootlegs são comercializados sem a aprovação do artista e tem qualidade do som variável. Não são comercializados por lojas comuns de música e tem um preço variável de acordo com a raridade do produto e com a qualidade do som.
Um dos primeiros bootlegs dos Beatles vendido foi Kum Back neste álbum o engenheiro de som Glyn Johns mixou versões de músicas gravadas para o álbum Let it be.

## Tipos de Bootlegs dos Beatles
- Gravações do The Quarrymen: os Beatles realizaram gravações na época que Stuart Sutcliffe ainda estava no grupo como baixista. A fita foi gravada na casa do irmão de Paul McCartney. Algumas músicas foram lançadas posteriormente no Anthology 1. Entre as músicas da época encontram-se: "Hallelujah I love her so" (Charles), "I'll Always Be In Love With You" (Ruby/Green/Stept), "You'll Be Mine" (Lennon/McCartney), "Wildcat" (Schroeder/Gold), "You Must Write Every Day" (Lennon/McCartney) e "Hello Little Girl" (Lennon/McCartney) entre outras. Os bootlegs que retratam esta época são: The Quarrymen - The Dawn Of Modern Rock e The Quarrymen At Home entre outros.
- Gravaçãoes da Decca: Antes dos Beatles assinarem contrato com a Parlophone, eles fizeram um teste para a Decca onde foram recusados. Ao todo foram gravadas 15 músicas. Algumas das músicas presentes neste bootleg apareceram posteriormente no álbum Anthology 1. Ver também:Decca Tapes
- Gravações do Star Club em Hamburgo: em dezembro de 1962, os Beatles fizeram alguns shows no Star Club de Hamburgo (Alemanha). Algumas músicas foram gravadas posteriormente em estúdio e lançadas oficialmente pelo grupo, outras não. As gravações do show foram oficialmente pela gravadora em 1977 em um álbum chamado The Beatles Live! At Star Club in Hamburg, Germany mas com o tempo saiu de catálogo. Esse material faz parte também de alguns bootlegs.
- Gravações de shows ao vivo: os shows ao vivo aparecem em vários bootlegs, são shows da turnê de 1964, 65 e 66. Entre eles Hollywood Bowl (em Los Angeles), Budokan (em Tóquio), Munique (Alemanha), Paris (França), Washington (o primeiro show dos Beatles nos Estados Unidos). Além de vários shows nos Estados Unidos (Atlanta, São Francisco, Houston), shows no Canadá (Toronto e Vancouver), Austrália (Adelaide e Melbourne), entre outros. Os bootlegs com gravações ao vivo tem qualidade variável e trazem músicas de trabalho da época.
- Gravações com sobras de estúdio (ou outtakes): São gravações de músicas conhecidas e já lançadas mas cujo take não foi utilizado. Isso gerou várias versões para álbuns oficiais como por exemplo: The Alternate Abbey Road, Revolving, The Alternate Rubber Soul, The Alternate Please Please Me, entre outros.
- Gravações caseiras (ou home recordings): Os Beatles gravaram músicas em pequenos estúdios, caseiros. A maioria destas gravações não traz os quatro juntos e na maioria são acústicas. São gravações na casa de John ("Bad to me", "I'm in love", "He said, he said"), na casa de Paul ("Goodbye"). Algumas gravações feitas por John no apartamento de Ringo. Paul cantando com Donavan ("Heather"). A mais famosa gravação deste tipo foram gravadas na casa de George Harrison, em Esher (Londres), lá os Beatles tocaram em versão acústica as músicas que foram posteriormente lançadas no álbum The Beatles. As gravações em Esher geraram várias versões de bootlegs, algumas destas músicas foram lançadas no álbum Anthology 3, "Junk", "Circles", "Sour Milk Sea" e "Child of Nature" jamais foram lançadas oficialmente pelos Beatles.
- Gravações durante as sessões de Get Back (ou Get Back Sessions): em janeiro de 1969, os Beatles se reuniram em estúdio para gravar seu próximo álbum, que acabou se chamando Let it be, várias músicas não foram incluídas no álbum oficial e acabaram sendo lançadas em vários bootlegs. Entre os bootlegs mais famosos desta época estão Day By Day, Get Back Camera B Rolls, The Get Back Journals; todos divididos em vários volumes.
- Gravações do Rooftop Concert (ou Concerto do Telhado da Apple): na verdade o rooftop concert fez parte das gravações das sessões de Get Back. O filme Let it be que documenta as sessões de Get Back é finalizando com os Beatles tocando algumas músicas ao vivo no telhado do estúdio da Apple Records antes de serem interrompidos pela polícia. Foram poucas as canções gravadas no telhado da Apple: "Get Back", "Don't Let Me Down", "I've Got A Feeling", "The One After 909" e "Dig A Pony".
- Kum Back: É considerado o primerio bootleg a ser lançado com material dos Beatles, em 1969. Traz músicas mixadas do álbum Let It Be feitas pelo engenheiro de som Glynn Johns. Posteriormente virou uma série de CDs.
- The Lost Album (2017). Box set de 8 CDs reúne pela primeira vez quase 100% das composições inéditas dos Beatles, além de covers nunca lançados oficialmente.[1]